# Triakis scyllium
Triakis scyllium es una especie de elasmobranquio carcarriniforme de la familia Triakidae.